# 瑞秋·華爾澤
瑞秋·華爾澤（Rachel Walzer），美國出身的女性演員。

## 人物來歷
在佛蒙特州的國際教育大學完成碩士學位。在1990年來到日本，此後活躍於日本。自1994年在青山學院大學擔任戲劇指導。
有美國與以色列的雙重國籍。。会希伯來語与日語。

## 演出作品

### 電視
- COOL JAPAN～發掘！酷日本～（旁白）
- Talk & Talk（主持人）

### 電視動畫
- 名偵探柯南（黛安娜·金斯頓、網球裁判）
- 小查羅（羅莎、夏綠蒂姑姑）

### 其他
- 愛知萬博（給視覺障礙者用的聲音指導）
- NTT（郵件聲音）
- JAL機內視聽娛樂頻道（旁白/DJ）
- 東京單軌電車（車內英語廣播）
- 三菱東京UFJ銀行ATM 大廳聲音指導（旁白）
- 倍樂生「孩子的挑戰」（聲音演出）

## 外部連結
- 公開簡歷